# Charles Palant
Charles (Shaia) Palant, né le 27 septembre 1922 dans le 12e arrondissement de Paris et mort le 26 février 2016 dans le 15e arrondissement de Paris, est un militant français des droits de l'homme. Il est secrétaire général du Mouvement contre le racisme, l'antisémitisme et pour la paix (MRAP) entre 1950 et 1971.

## Biographie

### Enfance et famille
Charles (Shaia) Palant, naît le 27 septembre 1922 dans le 12e arrondissement de Paris, de parents juifs polonais qui avaient immigré en France depuis peu, il grandit dans le quartier de Belleville à Paris. Son père meurt le 2 avril 1933 et laisse une famille de quatre enfants (dont Charles est le troisième) qui doit survivre avec le seul salaire de l'aîné. Sa mère, Fajga Palant (née Frosznaider) est née le 16 juillet 1890 à Chełm, en Pologne,.
Il a trois filles avec son épouse Daisy Safan (1928-2003), Éliane Palant (1947-2019) (psychiatre), Francine Palant (professeur de langues) et Judith Palant (chef d'entreprise).

### Formation
Le 12 février 1934, Charles Palant manque l'école pour participer à la grève générale. En juillet de la même année est signé le pacte d'unité d'action entre les communistes et les socialistes. L'un des signataires, le socialiste André Blumel, sera 15 ans plus tard le premier président du MRAP. En 1935, Charles Palant quitte l’école à 12 ans : le certificat d’études primaires, obtenu six mois plus tôt, reste son seul diplôme. Il devient alors maroquinier chez un petit patron du voisinage.

### Le Front populaire
En mai 1936, avec le triomphe du Front populaire, Charles Palant voit son salaire doubler, son temps de travail est ramené de 55 heures à 40. En septembre 1939, il perd son travail, et est engagé dans une petite fabrique de maroquinerie. Il milite alors à la Ligue internationale contre l'antisémitisme (LICA), mais il doit se résoudre à fuir Paris et à y revenir après avoir parcouru, à pieds, 600 kilomètres. « À l'âge des plus exaltantes promesses de la vie, j'ai dû pour survivre apprendre les dures lois de l'illégalité, devenir faussaire, franchir des frontières dans mon propre pays. »

### Déportation
En août 1943, dénoncé, Charles Palant est arrêté par la Gestapo à son domicile lyonnais, 67 place Voltaire. Il a 21 ans. Sa mère (53 ans) et sa jeune sœur, Lina Palant (17 ans), née le 25 décembre 1925 dans le 15e arrondissement de Paris, sont arrêtées avec lui. Ils sont tous les trois déportés par le convoi no 60, en date du 7 octobre 1943, de Drancy vers Auschwitz. Elles meurent en déportation. « On comprend que si on cède au chagrin, on est mort ». Il est détenu à la prison Montluc à Lyon, au camp de Drancy près de Paris, puis déporté dans les camps d'Auschwitz et de Buchenwald d'où il revient en 1945, pesant 38 kilos. Il a 23 ans.

### Le MRAP
C'est avec les communistes, dit Charles Palant, qu'il a appris à refuser l'injustice et qu'il a résisté dans les prisons et dans les camps. En 1949, il participe à la création du MRAP, dont il a été le secrétaire général pendant 21 ans, et un des présidents d'honneur depuis. Il représente également le MRAP à la Commission nationale consultative des droits de l'homme (CNCDH).

« Je ne me souviens plus quand je suis devenu communiste, écrit-il, mais c'est à Buchenwald que j'ai adhéré au PCF. (...) Je ne crois pas avoir jamais cédé aux fallacieuses promesses du grand soir. Je ne cesserai jamais de croire au matin. »

.

### Mort
Charles Palant meurt le 26 février 2016 dans le 15e arrondissement de Paris,. Il est inhumé au cimetière du Père-Lachaise (division 96).

## Distinctions
- Commandeur de la Légion d'honneur (décret présidentiel du 14 avril 2005).
- Médaille militaire (décret du 4 décembre 1975).

## Publications
- Charles Palant, après 650 jours en enfer, lutter pour un monde meilleur, Le Monde, 22 août 2005; témoignage de quatre heures recueilli en 2004 et diffusé par le Mémorial de la Shoah et la Mairie de Paris. Voir témoignage en ligne :
- Charles Palant, Je crois au matin, Paris, éd. Le Manuscrit - Fondation pour la mémoire de la Shoah, coll. Témoignages de la Shoah, 2009

## Pour approfondir